# 魔法戰記奈葉Force
《魔法戰記奈葉Force》（日语：魔法戦記リリカルなのはForce）是魔法少女奈葉系列第4期計畫的一部分，與《魔法少女奈葉ViVid》一樣均為漫畫。原作為都築真紀，作画為緋賀由香理。2009年4月30日於《娘TYPE》連載。台灣角川於2013年1月22日公告取得授權發行中文版。现宣布自2013年11月号开始长期休刊。

## 概要
本作是魔法少女奈葉系列首次以男性角色為主角的作品。背景設在新曆81年（即StrikerS的JS事件的6年之後，Soundstage X的瑪麗亞治事件的3年之後），獨自一人周遊世界的男主角托瑪·阿凡尼爾，在遺跡中與謎一般的少女莉莉·修特羅傑克相遇，之後二人又與艾希絲·伊古雷特偶然相遇；托瑪被卷入了包括「銀十字之書」和「蝕」在內的連串不幸的事件中……

## 登場角色
托瑪·阿凡尼爾
本作男主角。
15歲。獨自一人旅行中，喜歡在遺跡中尋寶。「蝕」之感染者，魔導器為「銀十字之書」、「斯提德」、以及莉莉。
莉莉·修特羅傑克
本作女主角之一。
謎樣的少女，年齡、出身都不明，對托瑪有好感。為托瑪的融合型魔導器。
艾希絲·伊古雷特
本作女主角之一。
15歲。自稱是普通的少女，其實是大公司的董事長千金。不想讓托瑪跟莉莉知道自己的身分背景。魔導器為「帕菲」。
高町奈葉
菲特和疾風的好友，時空管理局航空戰技教導隊成員。25歲。
菲特·T·哈洛溫
奈葉和疾風的好友，時空管理局執行官。25歲。一開始就與緹亞娜一起調查相關事件。
八神疾風
奈葉和菲特的好友，時空管理局搜查司令。25歲。為了調查此次事件親臨一線進行指揮。
昴·中島
奈葉的學生，特別救助隊的救助遊騎兵，21歲。
緹亞娜·蘭斯特
奈葉的學生，時空管理局執行官。一開始就與菲特一起調查相關事件，22歲。
艾力歐·蒙迪爾
菲特的學生，邊境自然保護隊成員，16歲。
凱珞·露·露茜
菲特的學生，邊境自然保護隊成員，16歲。
席格娜
守護騎士之一，時空管理局航空隊成員，一等空尉。
阿基特
席格娜的搭檔，時空管理局航空隊成員，一等空士。
薇塔
守護騎士之一。奈葉的搭檔，時空管理局航空戰技教導隊成員。
高町薇薇歐
奈葉和菲特的養女
Reinforce Ⅱ

## 出版書籍
- 有「*」為限定版。

| 冊數 | 角川書店                     | 角川書店                                       | 台灣角川       | 台灣角川              |
| 冊數 | 發售日期                     | ISBN                                           | 發售日期       | ISBN                  |
| ---- | ---------------------------- | ---------------------------------------------- | -------------- | --------------------- |
| 1    | 2010年1月30日                | ISBN 978-4-04-715384-4                         | 2013年8月9日   | ISBN 978-986-325372-3 |
| 2    | 2010年8月26日                | ISBN 978-4-04-715501-5                         | 2013年8月9日   | ISBN 978-986-325373-0 |
| 3    | *2011年3月10日 2011年3月26日 | *ISBN 978-4-04-900807-4 ISBN 978-4-04-715658-6 | 2013年9月18日  | ISBN 978-986-325431-7 |
| 4    | *2011年9月10日 2011年9月26日 | *ISBN 978-4-04-900809-8 ISBN 978-4-04-715781-1 | 2013年9月18日  | ISBN 978-986-325471-3 |
| 5    | 2012年6月26日                | ISBN 978-4-04-120257-9                         | 2013年10月26日 | ISBN 978-986-3255642  |
| 6    | *2013年2月9日 2013年2月26日  | *ISBN 978-4-04-120392-7 ISBN 978-4-04-1205983  | 2014年1月28日  | ISBN 9789863257738    |

魔法戰記奈葉 Force FULL COLORS（全彩本）
| 卷數  | 角川書店       | 角川書店               |
| 卷數  | 發售日期       | ISBN                   |
| ----- | -------------- | ---------------------- |
| 第1卷 | 2012年4月26日  | ISBN 978-4-04-120218-0 |
| 第2卷 | 2012年5月26日  | ISBN 978-4-04-120219-7 |
| 第3卷 | 2012年8月25日  | ISBN 978-4-04-120345-3 |
| 第4卷 | 2012年10月26日 | ISBN 978-4-04-120458-0 |

## 外部連結
- 魔法戰記奈葉Force（漫畫）在動畫新聞網百科全書中的資料（英文）